# Frente al amor y la muerte
Frente al amor y la muerte (internacionalmente estrenada como "Wake Up and Die", "Too Soon to Die", "Svegliati e uccidi") es una película italiana, de los géneros policíaco y drama, dirigida por Carlo Lizzani; fue estrenada el 6 de abril de 1966, en Italia.
Este film está basado en la vida real de Luciano Lutring, un criminal italiano conocido como "el solista con metralleta" ("il solista del mitra"), porque guardaba su arma en un estuche de violín.
La banda sonora fue compuesta por el compositor y director de orquesta Ennio Morricone.
En esta película, el personaje de Lisa Gastoni (Yvonne Lutring) canta "Una Stanza Vuota" (en italiano, una habitación vacía), balada "pop" que realmente fue grabada por ella.
Por este largometraje, Lisa Gastoni fue premiada con un Nastro d'argento, en 1967, por mejor actriz principal.

## Reparto
- Robert Hoffmann: Luciano Lutring
- Lisa Gastoni: Yvonne Lutring
- Gian Maria Volonté: Inspector Moroni
- Claudio Camaso: Franco Magni
- Ottavio Fanfani: Inspector Julien
- Corrado Olmi: Bobino